# Kenneth Yackel
Kenneth Yackel (né le 5 mars 1930 à Saint Paul (Minnesota) et mort le 12 juillet 1991) est un joueur américain de hockey sur glace.

## Carrière
Il participe aux Jeux olympiques d'hiver de 1952 et remporte la médaille d'argent avec les États-Unis ; il dispute neuf rencontres au cours du tournoi.

## Titres et honneurs personnels
- Médaille d'argent aux Jeux olympiques de 1952 à Oslo en Norvège